# Зенітний полк

Беретний знак Зенітних ракетних військ Повітряних сил ЗС України

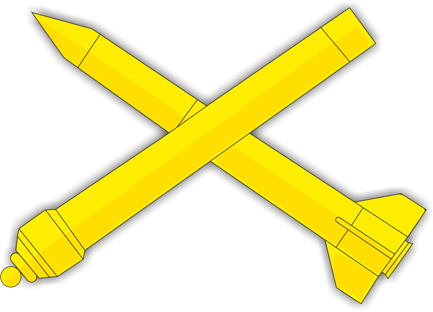
Петличний знак (емблема) ЗРВ ВКС Росії з 2004 року

Зені́тний полк — військова частина, основна тактична одиниця у військах протиповітряної оборони, що входить до складу загальновійськових об'єднань (корпус, армія тощо) сучасних армій. Входить, як правило, до складу дивізії протиповітряної оборони або може бути окремим у складі формування роду Сухопутних військ, Військово-морських або Повітряних сил.

## Типи зенітних полків
- зенітний артилерійський полк — полк, основним призначенням якого є забезпечення протиповітряної оборони загальновійськових (танкових) об'єднань, з'єднань, районів зосередження, резервів та важливих об'єктів фронтового тилу та вирішення бойових завдань у взаємодії зі з'єднаннями інших родів військ ППО, що має на озброєнні переважно зенітні артилерійські системи;
- зенітний ракетний полк — полк, основним призначенням якого є забезпечення протиповітряної оборони важливих центрів або важливих об'єктів країни та вирішення бойових завдань у взаємодії зі з'єднаннями чи об'єднаннями інших родів військ шляхом застосування зенітної ракетної зброї